# Europees Investeringsfonds
Het Europees Investeringsfonds (EIF) werd in 1994 opgericht ter ondersteuning van kleine ondernemingen. De aandeelhouders zijn de Europese Investeringsbank (61.8%), de Europese Unie die door de Europese Commissie wordt vertegenwoordigd (26.5%) en verschillende financiële instellingen uit de EU en Turkije.

## Wat doet het Fonds?
Het EIF verstrekt risicokapitaal aan het midden- en kleinbedrijf (MKB), en in het bijzonder aan startende ondernemingen en bedrijven die op technologie zijn gericht. Het biedt ook garanties aan financiële instellingen (zoals banken) om hun leningen aan het MKB te dekken.
Het EIF is geen kredietinstelling: het verstrekt geen leningen of subsidies aan bedrijven en investeert niet rechtstreeks in ondernemingen. Het werkt daarentegen via banken en andere bemiddelende financiële instellingen. Daarbij gebruikt het zijn eigen middelen of door de EIB of de Europese Unie toegewezen middelen.
Het fonds is actief in de lidstaten van de Europese Unie en in Turkije, IJsland, Liechtenstein en Noorwegen.